# Adolfo Valles Baca
José Adolfo Agustín Calixto de Jesús Valles Baca (Hidalgo del Parral, Chihuahua; 29 de septiembre de 1872-Ciudad de México, 14 de abril de 1937) fue un esgrimista, profesor, abogado y político mexicano que se desempeñó como procurador general de la República de 1911 a 1913 durante el gobierno del presidente Francisco I. Madero.

## Biografía
Nació el 29 de septiembre de 1872 en Hidalgo del Parral. Fue hijo del matrimonio entre Merced Valles Porras y Trinidad Baca Apodaca. Fue licenciado en Derecho Penal por la Universidad Nacional de México. 
Se casó con Amelia Rodríguez-Miramón Miramón. 
En 1911, Francisco I. Madero lo íntegro en su gabinete nombrandolo titular de la Procuraduría General de la República de México hasta el 18 de febrero de 1913 cuando Victoriano Huerta realiza el golpe de Estado llamado la Decena Trágica donde asesinó al presidente Francisco I. Madero y al vicepresidente José María Pino Suárez.